# Erlinsbach (Soleure)
Pour les articles homonymes, voir Erlinsbach.
Erlinsbach est une commune suisse du canton de Soleure, située dans le district de Gösgen.

## Histoire

Vue aérienne (1953)

- 2006, la commune d'Erlinsbach est née de la fusion de Niedererlinsbach et Obererlinsbach.